# Оскар Швартау
О́скар Шва́ртау (дан. Oscar Schwartau; нар. 17 травня 2006, Сенгелесе) — данський футболіст, півзахисник англійського клубу «Норвіч Сіті».

## Клубна кар'єра

### «Брондбю»
2016 року почав займатися в системі «Роскілле», а 2018 приєднався до академії «Брондбю». 17 травня 2022 року підписав з клубом трирічний контракт. Влітку 2022 року офіційно переведений до першої команди.
17 липня 2022 року дебютував у професіональному футболі в матчі Суперліги проти «Орхуса», вийшовши в стартовому складі. Таким чином у віці 16 років і 61 дня став наймолодшим гравцем в історії «Брондбю», а також першим футболістом 2006 року народження в Суперлізі. 28 липня в поєдинку кваліфікації Ліги конференцій УЄФА проти польського клубу «Погонь» (Щецин) дебютував в єврокубках. 14 серпня в матчі «Оденсе» забив свій перший гол за «Брондбю», ставши наймолодшим бомбардиром в історії клубу, а також у данській Суперлізі.
29 травня 2023 року відзначився м'ячем у воротах «Норшелланна», який був визнаний голом місяця Суперліги за травень 2023 року.
25 липня 2024 року в матчі кваліфікації Ліги конференцій УЄФА проти косовського «Ллапі» забив свій перший гол в єврокубках.

### «Норвіч Сіті»
24 серпня 2024 року перейшов в англійський клуб Чемпіоншипу «Норвіч Сіті», підписавши чотирирічний контракт з опцією продовження ще на один рік. Сума трансферу становила близько 13 млн данських крон. 27 серпня дебютував за «Норвіч Сіті» в матчі Кубка ліги проти клубу «Крістал Пелес», замінивши Гебріела Форсайта. 31 серпня в поєдинку проти «Ковентрі Сіті» дебютував у Чемпіошипі. 26 грудня 2024 року в матчі Чемпіоншипу проти «Мілволла» забив свій перший гол за «Норвіч».

## Кар'єра в збірній
Виступав за збірні Данії до 16, до 17, до 18 і до 19 років. В липні 2024 року в складі збірної до 19 років виступав на юнацькому чемпіонаті Європи в Північній Ірландії. На турнірі провів усі 3 матчі групового етапу, відзначившись голом проти Туреччини, а данці у підсумку посіли останнє місце в групі.
В травні 2025 року потрапив в заявку збірної до 19 років на юнацький чемпіонат Європи в Румунії. На турнірі провів три матчі, а його команда не вийшла з групи.

## Статистика виступів
Станом на 3 травня 2025 
| Клуб              | Сезон             | Чемпіонат         | Чемпіонат | Чемпіонат | Кубок | Кубок | Кубок ліги | Кубок ліги | Єврокубки | Єврокубки | Всього | Всього |
| Клуб              | Сезон             | Дивізіон          | Матчі     | Голи      | Матчі | Голи  | Матчі      | Голи       | Матчі     | Голи      | Матчі  | Голи   |
| ----------------- | ----------------- | ----------------- | --------- | --------- | ----- | ----- | ---------- | ---------- | --------- | --------- | ------ | ------ |
| Брондбю           | 2022–23           | Суперліга         | 18        | 4         | 1     | 0     | —          | —          | 2         | 0         | 21     | 4      |
| Брондбю           | 2023–24           | Суперліга         | 14        | 0         | 3     | 1     | —          | —          | —         | —         | 17     | 1      |
| Брондбю           | 2024–25           | Суперліга         | 4         | 0         | 0     | 0     | —          | —          | 4         | 1         | 8      | 1      |
| Брондбю           | Всього            | Всього            | 36        | 4         | 4     | 1     | —          | —          | 6         | 1         | 46     | 6      |
| Норвіч Сіті       | 2024–25           | Чемпіоншип        | 40        | 1         | 1     | 0     | 1          | 0          | —         | —         | 42     | 1      |
| Всього за кар'єру | Всього за кар'єру | Всього за кар'єру | 76        | 5         | 5     | 1     | 1          | 0          | 6         | 1         | 88     | 7      |

1. 1 2  Матчі в Лізі конференцій УЄФА

## Досягнення
Особисті
- Гол місяця данської Суперліги: травень 2023[26]